# Fortunato Baldelli
Fortunato Baldelli (Valfabbrica, 6 augustus 1935 – Rome, 20 september 2012) was een Italiaans geestelijke en een kardinaal van de Katholieke Kerk.
Baldelli studeerde theologie en filosofie en werd op 18 maart 1961 priester gewijd. Hij promoveerde in het canoniek recht en trad daarna in dienst van de Heilige Stoel. Aanvankelijk werkte hij op de apostolische nuntiaturen in respectievelijk Egypte en Cuba. Daarna was hij enige tijd verbonden aan het Secretariaat voor de Buitengewone Aangelegenheden van de Kerk. Hij was ook permanent vertegenwoordiger van de Heilige Stoel bij de Raad van Europa in Straatsburg.
Op 12 februari 1983 benoemde paus Johannes Paulus II hem tot titulair aartsbisschop van Mevania; hij ontving zijn bisschopswijding op 23 april 1983 van Agostino kardinaal Casaroli. Hij werd daarna uitgezonden als apostolisch delegaat naar Angola. In 1985 werd hij benoemd to apostolisch pro-nuntius in Sao Tomé en Principe. Daarna was hij nuntius in achtereenvolgens de Dominicaanse Republiek (1991-1994), Peru (1994-1999) en Frankrijk (1999-2009).
Op 2 juni 2009 benoemde paus Benedictus XVI Baldelli tot pro-grootpenitentiarius (prefect van de Apostolische Penitentiarie), als opvolger van James Francis Stafford.
Baldelli werd tijden het consistorie van 20 november 2010 kardinaal gecreëerd. Hij kreeg de rang van kardinaal-diaken. Zijn titeldiakonie werd de Sant’Anselmo all’Aventino.
Fortunato Baldelli ging op 5 januari 2012 met emeritaat.
- International Standard Name Identifier: 0000 0003 7961 5982
- Istituto Centrale per il Catalogo Unico: UBOV183158
- Système universitaire de documentation: 16430889X
- Virtual International Authority File: 258415280